# John Bleifer
John Bleifer (* 26. Juli 1901 in Zawiercie, Österreich-Ungarn, heute Polen; † 24. Januar 1992 in Los Angeles County, Kalifornien) war ein polnisch-amerikanischer Schauspieler.

## Karriere
Seine erste Anstellung beim Film hatte Bleifer 1927 in dem Kriegsdrama Hingabe. Seine Tätigkeit fand aber keine Erwähnung im Abspann. Es folgten weitere Auftritte bei Filmen, die nicht im Abspann erwähnt wurden, bis er 1935 als Chenildieu in dem Historienfilm Die Elenden zu sehen war. In dem Filmdrama Angst und Einsamkeit aus dem Jahr 1986 verkörperte Bleifer seine letzte Nebenrolle. Bis zu seinem Tod wirkte er in über 150 Filmen und Fernsehserien mit. Im Jahr 1992 verstarb John Bleifer im Alter von 90 Jahren.

## Filmografie (Auswahl)
- 1927: Hingabe (Surrender!)
- 1935: Die Elenden (Les Misérables)
- 1935: Das schwarze Zimmer (The Black Room)
- 1937: Charlie Chan in Monte Carlo (Charlie Chan at Monte Carlo)
- 1937: Mr. Moto und der China-Schatz (Thank You, Mr. Moto)
- 1939: Pacific Liner
- 1939: Mr. Moto und sein Lockvogel (Mr. Moto Takes a Vacation)
- 1940: Im Zeichen des Zorro (The Mark of Zorro)
- 1944: Waterfront
- 1945: Tonight and Every Night
- 1946: Die Gräfin von Monte Christo (The Wife of Monte Cristo)
- 1947: Ich kann mein Herz nur einmal verschenken (Northwest Outpost)
- 1950: Der geheimnisvolle Ehemann (The Jackpot)
- 1950: Das skandalöse Mädchen (The Petty Girl)
- 1953: Der Gehetzte (The Juggler)
- 1956: Planet des Grauens (World Without End)
- 1957: Der 27. Tag (The 27th Day)
- 1959: Der blaue Engel (The Blue Angel)
- 1962: … gefrühstückt wird zu Hause (If a Man Answers)
- 1963: Männer – hart wie Eisen (The Hook)
- 1975: Die knallharten Fünf (S.W.A.T., Fernsehserie, eine Folge)
- 1978: F.I.S.T. – Ein Mann geht seinen Weg (F.I.S.T.)
- 1979: Unsere kleine Farm (Little House on the Prairie, Fernsehserie, eine Folge)
- 1979: Ein Rabbi im Wilden Westen (The Frisco Kid)
- 1984: Ein Engel auf Erden (Highway to Heaven, Fernsehserie, zwei Folgen)
- 1986: Angst und Einsamkeit (Inside Out)